# Nicolas Isouard
Nicolas Isouard [nikola isuár], známý též jako Nicolò Isoiar či Nicolò de Malte (16. května 1773 Valletta – 23. března 1818 Paříž) byl maltsko-francouzský hudební skladatel. V mládí studoval v Rabatu, poté v Neapoli s Nicolou Salou a Pietrem Alessandrem Guglielmim. Od roku 1795 byl varhaníkem v kostele sv. Jana Jeruzalémského řádu San Giovanni di Malta ve Vallettě. Poté se přestěhoval do Paříže, kde úzce spolupracoval se skladatelem Rodolphem Kreutzerem. Spolu napsali opery Le petit page ou La prison d'état (1800) a Flaminius à Corinthe (1801). Sám pak složil opéry comique Michel-Ange (1802) a L'intrigue aux fenêtres (1805), jimiž se proslavil a které mu otevřely dveře do Théâtre national de l'Opéra-Comique, pro něž napsal asi třicet děl. Dohromady má na svém kontě 45 oper, několik mší a vokálních skladeb.